# Dardan Mustafa
Dardan Mustafa, född 5 februari 1992 i Hamburg, är en svensk fotbollsspelare (anfallare) som spelar för Nosaby IF.

## Karriär
Mustafa föddes och växte upp i Hamburg och kom till Värnamo när han var tretton år. Han fick sin fotbollsfostran i IFK Värnamo innan karriären vidare till Lunds BK. Mustafa blev uttagen i "Morgondagens Stjärnor" 2011, en match där de bästa unga talangerna i division 1 Norra samt division 1 Södra möts. Han provspelade i november 2011 för Malmö FF och i februari 2012 med Trelleborgs FF, dock resulterade provspelen inte i något kontrakt för honom. Mustafa missade i stort sett hela säsongen 2012 på grund av en korsbandsskada. Han gjorde tio mål under säsongen 2013 och slutade på en delad sjätteplats i Division 1 Södras skytteliga.
I januari 2014 blev Mustafa klar för Gefle IF, vilka han skrev på ett treårskontrakt med. Han gjorde sin allsvenska debut den 30 mars 2014 i premiären av Allsvenskan 2014 mot Mjällby AIF. Matchen slutade 2–2 och Mustafa byttes in i den 84:e minuten mot Johan Oremo.
I februari 2016 värvades Mustafa av Örgryte IS, där han skrev på ett ettårskontrakt. I november 2016 förlängdes Mustafas kontrakt med ett halvår.
Efter att inte spelat match på drygt ett år på grund av en knäskada skrev Mustafa i augusti 2017 på för division 1-klubben Assyriska BK. I februari 2018 värvades Mustafa av Åtvidabergs FF. Inför säsongen 2020 gick han till Torns IF. I december 2020 återvände Mustafa till Lunds BK.
I september 2021 skrev Mustafa på för italienska Serie D-klubben Rotonda. I januari 2022 gick han till division 2-klubben Österlen FF. I augusti 2024 gick Mustafa till division 2-klubben Nosaby IF.